# 名誉あるメスタ会議
名誉あるメスタ会議（めいよあるめすたかいぎ、西:El Honrado Concejo de la Mesta de Pastores)とは、中世・近世のスペインに存在した移動牧畜業者組合（ギルド）。省略してメスタ（Mesta）とも呼ばれ、牧羊組合（ぼくようくみあい）と訳される場合もある。
11世紀以後の国土回復運動の進展に伴って、イベリア半島中央部のメセタと呼ばれる高原地帯では牧羊業が発展した。彼らは夏は北部の牧草地で、冬は南部の牧草地で羊を放牧し、季節の変わり目に2つの地域を羊の群れを連れて移動していた。牧羊業者は業者間の放牧地の配分などの利害調整のためにメスタ（「地方メスタ」と俗称される）を結成していたが、当時のカスティーリャ王国も牧羊業の発展と家畜移動税の徴収への便宜からこれを支援した。1273年にアルフォンソ賢王によって地方メスタの全国組織として成立したのが、名誉あるメスタ会議であった。彼らは王権より牧羊移動路と牧草地に関する特権や裁判権を与えられた。
14世紀のメリノ種の導入、ヨーロッパ各地の毛織物生産の拡大、続くスペイン王国の成立とレコンキスタの終結によって社会が安定したこともあり、16世紀前半には300万頭の羊が放牧されるに至った（1524年には340万頭に達したとされる）。夏にレオン・セゴビア・ソリア・クエンカなどの北部山間地帯で放牧された羊たちは、秋になると1000頭単位で10名程度の牧者と牧羊犬と塩を載せたラバを引き連れて南下を開始、1日20－30kmを20－30日程度かけてラ・マンチャ平原やエストレマドゥーラまで移動して冬を過ごし、春には逆の移動路を北上し、途中で剪毛作業を行いながら北部山間地帯に戻るパターンを繰り返していた。メスタは主に秋・冬に年2回の集会を開き、組合員の1割程度が参加して、参加者間は対等に扱われた。羊毛は商人らによってブルゴスに集められてビルバオやサンタンデールから輸出された。この頃になると、移動牧羊は有効な投資先として貴族や修道院の出資による大規模な牧羊業者も出現するようになった。17世紀には需要の不振から一時的に衰退するものの、18世紀には再び回復してかつての300万頭の水準を回復した。だが、この頃より人口の増加に伴う農地拡大が盛んになると、メスタは牧草地や移動路の侵害として強く反対の姿勢を示し保護を与えていた貴族らの権威を背景に受けて農民層を高圧的に圧迫したが、これに対して農民たちは激しく抵抗した。この頃啓蒙主義の高まりによってスペイン王権の意識も変化が見られ、自由主義・重農主義の影響を受けて人口増大への対処から農地拡大を重視して移動牧羊から定着牧畜への転換を図る動きが見られるようになった。加えてナポレオン戦争（スペイン独立戦争）によって多くの羊が戦闘に巻き込まれたり収奪の対象とされた。加えて各地でメリーノ種を改良した新しい羊の採用が始まると、スペインの羊毛は急速に市場を失っていった。戦後、スペインの移動牧羊業は仕組を維持するための社会的・経済的な基盤を失って没落するようになり、有名無実化した名誉あるメスタ会議も1836年に廃止されたのである。